# Франциск II (герцог Лотарингії)
Франци́ск (Франц) II (фр. François II de Lorraine; нім. Franz II.; 27 лютого 1572 — 14 жовтня 1632) — герцог Лотарингії і Бара з 25 листопада до 1 грудня 1625 року.

## Життєпис
Походив з Другого Водемонського або Третього Лотаринзького дому. Третій син Карла III, герцога Лотарингії і Бара, та Клод Валуа. Народився 1572 року в Нансі. Невдовзі отримав графство Водемон.
У 1594 році призначається повноважним представником батька в герцогстві Лотаринзькому на час відсутності батька. У тому ж році став намісником Генріха IV, короля Франції в Тулі і Вердені. Намагався одружитися з Марією Медічі, проте марно. 1597 року пошлюбив представницю знатного роду фон Зальм.
У 1606 році виконував дипломатичне доручення батька в Англії. Після смерті Карла III в 1608 році владу в Лотарингії й Барі успадкував Генріх II — старший брат Франциска. Останній зберігав вірність та гарні стосунки з братом, доки той не забажав передати трон своїй доньці Ніколь. В результаті Франциск де Водемон залишив Лотарингію, перебравшись до графства Зальм. Невдовзі перейшов на службу до імператорської армії. Брав участь у першому етапі Тридцятирічної війни. Зрештою було домовлено про шлюб сина Франциска — Карла з Ніколь, що відбувся 1621 року. Натомість донька Франциска вийшла заміж за Людовика де Гіза, фаворита Генріха II.
В 1624 році після смерті Генріха II було оголошено його заповіт, за яким Ніколь повинна була стати правлячою герцогинею, а її чоловік Карл герцогом-консортом. Франциск, бажаючи передати трон синові, висунув свої претензії на Лотарингію. Для розгляду справи 1625 року зібралися Штати Лотарингії, які визнали Франциска герцогом Лотаринзьким і Барським. Отримавши трон, він оплатив свої борги з державної скарбниці герцогства і через 5 днів зрікся на користь сина.
Сам залишився графом де Водемон і Зальм, присвятивши їм увесь час. В 1627 році помирає його дружина. Помер 1632 року у своєму замку Баденвайлер.

## Родина
Дружина — Христина, донька графа Пауля цу Зальм-Баденвайлер.
Діти:
- Генріх (1602—1611) — маркіз д'Аттоншатель
- Карл (1604—1675) — герцог Лотарингії
- Генрієтта (1605—1660), дружина: 1) Людовика де Гіза, барона д'Ансервіля, принца Ліксгайм; 2) Карло Гуаско де Саллеріо; 3) Джузеппе Франческо Грімальді
- Ніколя Франсуа (1609—1670) — герцог Лотарингії
- Маргарита (1615—1672) — дружина принца Гастона Орлеанського, сина Генріха IV
- Христина (1621—1622)